# Sociedad de Amigos de la Ciencia Natural de Berlín
La Sociedad de Amigos de la Ciencia Natural de Berlín, (Gesellschaft Naturforschender Freunde zu Berlin, en alemán) (acrónimo GNF) es una sociedad científica fundada en 1773. 
Además de la Danziger Naturforschenden Gesellschaft (Sociedad de Investigaciones de Danzig), es la sociedad de Historia Natural privada más antigua de Alemania. Para su fundación, había numerosos, prominentes e influyentes miembros que eran expertos en cienciass naturales - biólogos en particular. La sociedad existe hoy, y tiene su sede en el "Instituto de Zoología" de la Universidad Libre de Berlín.

## Primeros Miembros
- Friedrich Heinrich Wilhelm Martini (1729-1778)
- Johann Gottlieb Gleditsch (1714-1786)
- Martin Heinrich Klaproth (1743-1817)
- Dietrich Ludwig Gustav Karsten (1768-1810)
- Adelbert von Chamisso (1781-1838)
- Alexander von Humboldt (1769-1859)
- Otto Friedrich Müller (1730-1784)
- Carl Eduard von Martens (1831-1904)
- Hinrich Lichtenstein (1780-1857)
- Christian Samuel Weiss (1780-1856)